# دامیانو زنونی
دامیانو زنونی (به ایتالیایی: Damiano Zenoni) بازیکن فوتبال و اهل ایتالیا است که از سال ۲۰۰۰ میلادی عضو تیم ملی فوتبال ایتالیا بوده و در ۱ بازی ملی حضور داشته‌است. او در بازی‌های ملی‌اش گلی به ثمر نرساند.